# Vanessa Lillo Gómez
Vanessa Lillo Gómez (Madrid, 1983) és una política espanyola d'Esquerra Unida (IU).
Es va llicenciar en Publicitat i RRPP per la Universitat Complutense de Madrid (UCM).
Va encapçalar la llista d'Ara Getafe per a les eleccions municipals de 2015 a Getafe, i va ser escollida regidora de la corporació 2015-2019, convertint-se també en portaveu d'Ara Getafe al ple del consistori. Al novembre de 2016 abandona el càrrec de portaveu del Grup Municipal Ara Getafe al «sentir-deslegitimada», siéndo substituïda per Marta Esteban, de Podem. Després de mesos en l'ostracisme, a l'octubre de 2017 va abandonar al càrrec de regidora a l'Ajuntament, fent efectiva la seva renúncia a l'acta el 9 de novembre, procedint a apuntar-se al atur. Al febrer de 2019 va ser triada com a número dos de la llista d'Esquerra Unida encapçalada per Sol Sánchez per a les eleccions a l'Assemblea de Madrid de 2019 (si bé IU-Madrid estava llavors negociant la confluència amb altres partits en una llista comuna).